# Dinmore (Herefordshire)
Dinmore est une paroisse civile du Herefordshire, en Angleterre.